# Hiszaisi Dzsó
Fudzsiszava Mamoru (藤澤 守; Hepburn: Mamoru Fujisawa; 1950. december 6. –), művésznevén Hiszaisi Dzsó (久石 譲; Hepburn: Hisaishi Jō; angol nyelvterületen gyakran Joe Hisaishi) japán zeneszerző és zenész, aki több mint 100 filmzenét és szólóalbumot komponált. Munkája összehasonlítható a híres amerikai zeneszerzőével, John Williamsével. Hiszaisi számtalan zenei világot alkotott meg, különböző műfajokat ötvözve, például a minimalistát, az elektronikusat, az európai és a japán klasszikus zenét. Kevésbé ismert más zenei tevékenységekért, emellett betűszedőként is tevékenykedik, szerző, rendező és karmester is. Nevét sokszor együtt említik Mijazaki Hajaóéval 1984 óta, mivel attól kezdve kivétel nélkül ő szerezte a zenéit Mijazaki animációs nagyfilmjeinek. Sok zenét készített még Kitano Takesi filmjeihez, például az Ano nacu, icsiban sizukana umihoz (1991), a Szonatinához (1993), a Kids Return-höz (1996), a Hana-bihoz (1997), Kikudzsiró nyarához (1999), és a Dollshoz (2002), emellett készített még zenét videójáték-sorozatokhoz is, például a Ni no kunihoz. A híres anime zeneszerző, Vatanabe Takeo tanítványa volt.

## Pályafutása

### Fiatalkora
Hiszaisi Japánban, Nakanóban született Fujiszava Mamoruként.  Ötéves  volt, amikor elkezdett hegedűórákat venni, ekkor fedezte fel a zene iránti szenvedélyét. Felismerve elhivatottságát, 1969-ben jelentkezett a Kunitacsi Zenei Egyetemre zeneszerző szakra. Együtt dolgozott minimalista zenészekkel betűszedőként.
Első sikerét 1974-ben ért el, amikor zenét komponált egy rövid animációhoz, aminek a címe Gjatoruzu volt. Korai munkáinak köszönheti, hogy neve egyre ismertebbé vált. Ebben az időszak alatt szerezte a Szaszuga no szarutobi (Nindzsák akadémiája) és a Futari taka (Teljes gázzal) című animék zenéit is. Az 1970-es években a japán popzene, az elektronikus zene és a new-age zene virágzott, és ezek a műfajok, illetve az ekkor népszerű Yellow Magic Orchestra (egy japán elektronikus zenét játszó együttes, 1978–1983) is befolyásolták Hiszaisi munkásságát. Zenei stílusa minimalista ötletekből eredt, majd kiterjesztette ezt egészen a zenekari munkáig. 1975 körül volt Hiszaisi első nyilvános fellépése, neve ekkor kezdett ismertté válni. Első albuma, az MKWAJU 1981-ben jelent meg, majd egy évvel később az Information. Első jelentős anime betétdalai a Hadzsime Ningen Gjatoruzban (1974) és a Robokko Beetonban (1976) szerepeltek.
Amikor munkái ismertté váltak, Hiszasi megfogalmazta, hogy őt Quincy Jones, egy afroamerikai zenész és producer inspirálta. Újrafordította a „Quincy Jones”-t japánra, ebből keletkezett a Hiszaisi Dzsó (a „Quincy” kiejtése japánul „Kuinsi”, ez a szó leírható azzal a kandzsival, ami Hiszaisiként is ejthető; a „Dzsó – Joe” pedig a „Jones” szóból ered).

### 1981–98: Anime filmipar
Hiszaisi 1981-ben az új nevével kiadta első albumát, az MKWAJU-t, majd 1982-ben a minimalista-elektropop Informationt is. 1983-ban a Tokuma, ami kiadta Hiszaisi albumát, őt ajánlotta, hogy elkészítse a Nauszika – A szél harcosai című animefilm zenéjét. Hiszaisi és az animációs film rendezője, Mijazaki Hajao jó barátok lettek és a jövőben több projekten dolgoztak együtt. Közös munkájuk összehasonlítható a Steven Spielberg és John Williams között lévő munkával. Ez az áttörés Hiszaisit, mint filmzeneszerzőt óriási sikerhez vezette. 1986-ban a Laputa – Az égi palota, majd később, az 1990-es években a Porco Rosso – A mesterpilóta és A vadon hercegnője zenéjét is ő komponálta.
Ahogy Hiszaisi a virágzó animeiparban szerzeményei (a nyolc film és egy OVA zenéjét is belevéve) jelentették az 1980–90-es évekre, a korai animék alkotói számára azt a szintet, amit szerettek volna elérni. Hiszaisi komponált még zenét számos televíziós műsorhoz és filmhez is, mint a Szaszuga no Szarutobi, a Two Down Full Base, a Tonde Mon Pe és A legyőzhetetlen robot (mind 1982-ből), Szaszuraiger (1983), Futari Taka (1984), Honó no Alpen Rose (1985) és az Óz, a nagy varázsló (1986). Készített zenét a Mospeada (1983) című sci-fi kalandsorozathoz is, amelyet később Robotech címmel átdolgoztak. Más filmekhez is szerzett zenét, beleértve a Mobile Suit Gundam Movie II: Soldiers of Sorrow-t (1981), a Mobile Suit Gundam Movie III: Encounters in Space-t (1982), a Birtht (1984), az Ariont (1986), a Robot Carnivalt (1987), a Totoro – A varázserdő titkát (1988), a Maison Ikkoku – Apartment Fantasy (1988), a Venus szenkit (1989), a Kiki – A boszorkányfutárt (1989), a Porco Rosso – A mesterpilótát (1992) és az Ocean Heavent (2010). Komponált még főcímdalokat, anime nyitó- és zárózenéket, például a Mahó sódzso Lalabelhez (1980), a Helló, Sandybell!-hez (1981), a Meiken Jolie-hez (1981), a Voltron – Az univerzum védelmezőjéhez (1981), az Ai site Knighthoz (1983), a Mahó no tensi Creamy Mami: Curtain Callhoz (1986), és a Kimagure Orange Road: The Moviehoz (1988).
Ahogyan az animeipar által egyre több sikerre tett szert, karrierje egyre csak növekedett. Szólókarrierbe kezdett, és létrehozta saját stúdióját (Wonder Land Inc.), s már ez alatt adta ki Pretender címmel albumát egy évvel később.

### 1998–2004: Világsiker
1998-ban Hiszaisi szerezte az 1998-as téli paralimpia zenéjét is. A következő évben, ő készítette a zenéjét egy népszerű számítógéppel animált tanító jellegű filmsorozat harmadik részének, amely az emberi testről szólt. 1999-ben egy újabb Kitano Takesi-film zenéjét is megkomponálta, a Kikudzsiró nyaráét, amelynek főcímdala, a Summer Hiszaisi egyik legkönnyebben felismerhető darabjává vált.
2001-ben Kitano egy másik filmjéhez is, a Fivér, és Mijazaki Hajao animációs filmjéhez, a Chihiro Szellemországban-hoz is ő szerezte a zenét. Október 6-án Hiszaisi debütált, mint filmrendező a Quartet-tel, aminek ő szerezte a zenéjét, és írta a szövegét is. A film kiváló véleményezést kapott a Montreáli Filmfesztiválon. Az első külföldi filmhez készített zenéje, Le Petit Poucet (Hüvelyk Matyi)-é ugyanebben az évben jelent meg.

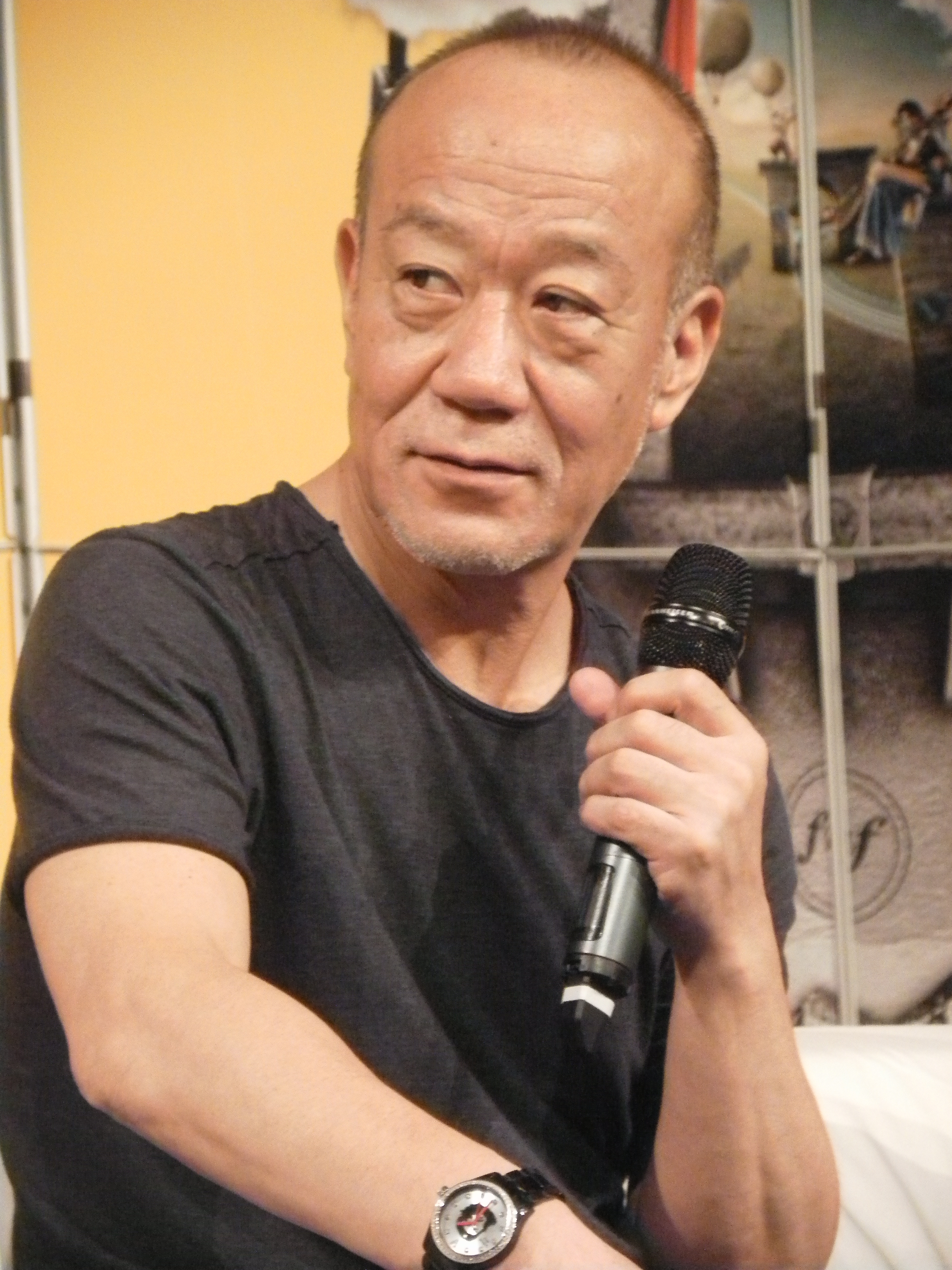
Hiszaisi Dzsó Krakkóban 2011-ben

Egy másik Mijazaki-film, A vándorló palota, amihez Hiszaisi zenét szerzett, 2004-ben jelent meg Japánban. 2004 novemberében Hiszaisi belekezdett a „Joe Hisaishi Freedom – Piano Stories 2004” turnéjába, kanadai zenészekkel együtt. Az ő nevéhez kötődik a 2005-ben, a Welcome to Dongmakgol (웰컴 투 동막골) című koreai film. Részt vett a koreai MBC egy koreai történelmi sorozatának készítésében is, amelynek ő szerezte a zenéjét. A The Legendet (태왕사신기) 2007-ben mutatták be, Hiszaisinek ekkor már nagy rajongói tábora volt Koreában is Mijazaki filmjeinek köszönhetően.

### 2006–napjainkig
2006-ban kiadta egy újabb stúdióalbumát, az Asian X.T.C.-t, amelynek kompozíciója leginkább az elektronikus és a kortárs keleti stílusra épült. A 12 Girls Band kínai együttes egyik tagja, az erhun játszó zenész, Csan Li Csün (Zhan Li Jun) egy élő koncerten játszott vele, és szerepelt új albumán. A következő évben komponálta Frederic Lepage Sunny et l’Éléphant és Mijazaki Ponyo a tengerparti sziklán című filmjeinek zenéjét. Mindkettő 2008-ban lett kiadva, épp úgy mint a The Sun Also Rises (太阳照常升起) című Csiang Wen (Jiang Wen)-film is.
2008-ban Hiszaisi szerezte a zenéjét az Oscar-díjas Eltávozóknak is és a Vatasi va kai ni naritainak (私は貝になりたい; Hepburn: Watashi wa kai ni naritai), amely egy második világháború utáni tárgyalásokról szóló dráma. Kato Tecutaro 1959-es regényén alapul, és a film újrarendezése éppen folyamatban van Fukuzava Kacuo rendező által. Hiszaisi kiadott egy szólóalbumot is 2009-ben, amely magába foglalta az Eltávozók és a Shellfish zeneszámait is.
2013 június 28-án Hiszaisit meghívták, hogy csatlakozzon a Filmművészeti és Filmtudományi Akadémia tagjai közé. 2013-ban elkészítette a zenéjét a BBC Mélység legendái: Az óriáskalmár című dokumentumfilmhez, amelynek narrátora David Attenborough volt.

## Díjak és elismerések
Kitartó munkájáért megnyerte a Japán Filmakadémia díját a legjobb zenéért hétszer (1992-ben, 1993-ban, 1994-ben, 1999-ben, 2000-ben, 2009-ben és 2011-ben), és még számtalan díjat, mint a japán filmipar egy elismert tagja.
2009 novemberében a japán kormány kitüntette a Becsületérem Lila szalagjával.

## Diszkográfia

### Jelentősebb zeneművei
- Nauszika – A szél harcosai (1984)
- Laputa – Az égi palota (1986)
- Totoro – A varázserdő titka (1988)
- Kiki – A boszorkányfutár (1989)
- Porco Rosso – A mesterpilóta (1992)
- Szonatina (1993)
- A kölykök visszatérnek (1996)
- A vadon hercegnője (1997)
- Hana-bi (1997)
- Chihiro Szellemországban (2001)
- A vándorló palota (2004)
- Ponyo a tengerparti sziklán (2008)
- Eltávozók (2008)
- Szél támad (2013)
- Kaguya hercegnő története (2013)